# Килаим (трактат)
«Килаим» (др.-евр. כלאים‬, буквально — «смесь из двух разнородных элементов») — трактат Мишны, четвёртый в разделе «Зраим». Трактат посвящён запретам смешивания, касающимся растений, животных и материалов одежды.

## Предмет рассмотрения
В законе Моисея имеется два похожих фрагмента, посвящённых запрету смешивания разнородных элементов:

Уставы Мои соблюдайте; скота твоего не своди с иною породою; поля твоего не засевай двумя родами семян; в одежду из разнородных нитей, из шерсти и льна, не одевайся.
— Лев. 19:19

Не засевай виноградника своего двумя родами семян, чтобы не сделать тебе заклятым сбора семян, которые ты посеешь вместе с плодами виноградника [своего].
Не паши на воле и осле вместе.
Не надевай одежды, сделанной из разных веществ, из шерсти и льна вместе.
— Втор. 22:9—11
Из этого галаха выводит три рода запретов, связанных с растениями, животными и одеждой:
- Запрещено сеять вместе семена разных растений и прививать их одно к другому. Особенно строгий запрет касается посева в винограднике: выросшее там чужеродное растение следует уничтожить и оно запрещено к использованию (в поле, огороде и т. п. случайно выросшее растение использовать можно).
- Запрещено использовать разнородных животных в одной работе, например, впрягать их в одну телегу. Запрещено случать разнородных животных, но гибриды (получившиеся ненамеренно или купленные у язычника) использовать можно.
- Запрещено надевать одежду, в которой смешаны овечья шерсть и лён; исключение — священники, участвующие в храмовой службе — на основании Исх. 28:5, где под словом שש (в синодальном переводе — «виссон») понимается лён. Но производить ткань из смеси шерсти и льна можно и использовать её не в качестве одежды также можно.

Само слово כלאים, переводимое в синодальном переводе как «иная порода», «два рода» и «разнородные», происходит от корня כלא со значением «останавливать», «запирать». Значение «смешивание разнородного», предположительно, произошло от запирания двух животных в одном помещении с целью случки, распространившись затем на смеси растений и материалов.
Основным предметом рассмотрения в трактате «Килаим» является смешение посевов, так как эта тема вызывает больше всего вопросов в практическом использовании. Смешению животных и тканей посвящены две последние главы трактата. Комментарии к Мишне имеются в Тосефте и в Иерусалимском Талмуде; в Вавилонском Талмуде трактат отсутствует. В трактате названо более 60 видов растений; обсуждаются методы вспашки, посева и ухода за полевыми культурами, плодовыми деревьями и особенно виноградными лозами. Следовательно, этот трактат является важным источником для понимания сельского хозяйства, садоводства и виноградарства в древнем Израиле.

## Содержание
Трактат «Килаим» в Мишне содержит 9 глав и 77 параграфов.
- Глава первая определяет, какие пары растений и животных составляют запрещённую смесь, несмотря на сходство внешнего вида.
- Глава вторая устанавливает правила разграничения посевов. Определяется допустимая доля примеси в предназначенном на посев зерне, порядок замены одного посева другим и т. п.
- Глава третья уточняет правила посадки растений применительно к овощам. Устанавливается принцип, согласно которому запрещённой смесью является то, что выглядит так со стороны. В связи с этим появляется возможность посадить на ограниченном участке много видов овощей, не нарушая при этом запрета — это сводится к решению геометрической задачи.
- Глава четвёртая задаёт понятие виноградника, устанавливает его границы, минимальный размер, минимальное расстояние между лозами, допускающее посев других растений между ними.
- Глава пятая трактует о некоторых частных случаях, связанных с посевами в винограднике.
- Глава шестая рассматривает виноградник (עריס, арис), пущенный по вертикальной опоре (стене, террасе, дереву). Рассматриваются вопросы о его размере, границах, минимальном расстоянии, допускающим посев. Обсуждается вопрос о понятии «неценного» дерева (סרק).
- Глава седьмая посвящена вопросу о виноградных отводках и о том, когда посев в винограднике становится «заклятым» и подлежащим сожжению, а также об ответственности за нанесённый этим убыток.
- Глава восьмая рассматривает вопрос разнородных смесей у животных.
- Глава девятая посвящена вопросу о разнородных материалах в одежде (שעטנז, шаатнез).

## Интересные факты
- В Тосефте, 5:6 приводится спор о том, можно ли использовать в хозяйстве животных-гибридов. Иси бен Иеуда утверждает, что это запрещено, в ответ ему приводят пример из Танаха (3Цар. 1:33), доказывающий обратное, на что он находит возражение, что упоминаемое там животное могло быть созданным в дни сотворения мира, то есть чудесным, наподобие ослицы Валаама.
- В Мишне, 8:6 обсуждается вопрос о том, какие животные являются дикими, а какие — домашними; собаку при этом относят к диким животным. Тосефта (5:8) продолжает тему, относя летучих рыб к птицам.
- В Тосефте, 5:10 утверждается, что для каждого сухопутного животного можно подобрать его аналог, живущий в море; исключение составляют кошки, которые аналога в море не имеют.